# Уланбеков, Тагир Раджабович
Тагир Раджабович Уланбеков (7 августа 1991 года, Дылым, Дагестанская АССР) — российский боец смешанных единоборств, представитель наилегчайшей весовой категории. Выступает на профессиональном уровне с 2013 года. Известен по участию в турнирах бойцовских организаций UFC, AMC Fight Nights Global, GFC. Бывший чемпион AMC Fight Nights Global в наилегчайшем весе, бывший чемпион GFC в наилегчайшем весе. Чемпион мира по боевому самбо. Занимает 12 строчку официального рейтинга UFC в наилегчайшем весе.

## Биография
Родился 8 июля 1991 года в Дылым Казбековского района Дагестана. По национальности аварец. С 2013 года выступает в профессиональных боях по смешанным единоборствам, большую часть из которых провёл в местных российских организациях различного уровня.
Уланбеков одержал свою первую в карьере победу над Магомеднуром Агларовым на турнире «Liga Kavkaz — Grand Umakhan Battle», затем одержал 8 побед подряд, затем в чемпионском бою за титул AMC Fight Nights Global по решению судей потерпел первое в карьере поражение от Жалгаса Жумагулова, затем выиграл ещё три боя подряд и из них один в самой престижной лиге UFC.
До перехода в UFC владел титулом российской организации AMC Fight Nights Global.

## Достижения и титулы
- AMC Fight Nights Global
  -  Чемпион в наилегчайшем весе[5].
- Gorilla Fighting Championship
  -  Чемпион в наилегчайшем весе[5].
- Боевое самбо
  -  Чемпион мира.

## Статистика в ММА
| Боёв 20  | Побед 18 | Поражений 2 |
| -------- | -------- | ----------- |
| Нокаутом | 2        | 0           |
| Сдачей   | 8        | 0           |
| Решением | 8        | 2           |

| Результат | Рекорд | Соперник            | Способ                              | Турнир                                       | Дата            | Раунд | Время | Место                      | Примечание                                                       |
| --------- | ------ | ------------------- | ----------------------------------- | -------------------------------------------- | --------------- | ----- | ----- | -------------------------- | ---------------------------------------------------------------- |
| Победа    | 18-2   | Азат Максум         | Единогласное решение                | UFC on ABC: Хилл vs. Раунтри                 | 21 июня 2025    | 3     | 5:00  | Баку, Азербайджан          |                                                                  |
| Победа    | 17-2   | Клейтон Карпентер   | Единогласное решение                | UFC 311                                      | 18 января 2025  | 3     | 5:00  | Инглунд, Лос-Анджелес, США |                                                                  |
| Победа    | 16-2   | Коди Дёрден         | Удушающий приём (сзади)             | UFC 296                                      | 17 декабря 2023 | 2     | 0:37  | Лас-Вегас, Невада, США     |                                                                  |
| Победа    | 15-2   | Нейт Маннис         | Удушающий приём (гильотина)         | UFC Fight Night: Родригес vs. Лемус          | 5 ноября 2022   | 1     | 2:11  | Лас-Вегас, Невада, США     |                                                                  |
| Поражение | 14-2   | Тим Эллиотт         | Решением (единогласным)             | UFC 272: Ковингтон vs Масвидаль              | 6 марта 2022    | 3     | 5:00  | Лас-Вегас, Невада, США     |                                                                  |
| Победа    | 14-1   | Аллан Насименто     | Решением (раздельным)               | UFC 267: Блахович vs Тейшейра                | 30 октября 2021 | 3     | 5:00  | Абу-Даби, ОАЭ              |                                                                  |
| Победа    | 13-1   | Бруно Сильва        | Решением (единогласным)             | UFC Fight Night: Мораис vs. Сэндхэген        | 10 октября 2020 | 3     | 5:00  | Абу-Даби, ОАЭ              | Дебют в UFC                                                      |
| Победа    | 12-1   | Денилсон Матос      | Удушающий приём (гильотина)         | GFC 22: Уланбеков — Матос                    | 13 декабря 2019 | 2     | 1:18  | Краснодар, Россия          | Защитил титул Gorilla Fighting Championship в наилегчайшем весе  |
| Победа    | 11-1   | Денис Араужо        | Удушающий приём (сзади)             | GFC 17: Уланбеков — Арауджо                  | 27 сентября     | 2     | 3:19  | Атырау, Казахстан          | Завоевал титул Gorilla Fighting Championship в наилегчайшем весе |
| Победа    | 10-1   | Александр Подлесный | Решением (единогласным)             | GFC 11                                       | 3 мая 2019      | 3     | 5:00  | Пенза, Россия              |                                                                  |
| Поражение | 9-1    | Жалгас Жумагулов    | Решением большинства                | FNG Fight Nights Global 88                   | 31 августа 2018 | 5     | 5:00  | Астана, Казахстан          | Уступил титул AMC Fight Nights Global в наилегчайшем весе        |
| Победа    | 9-0    | Вартан Асатрян      | Удушающий приём (гильотина)         | FNG Fight Nights Global 76                   | 8 октября 2017  | 4     | 1:39  | Краснодар, Россия          | Завоевал титул AMC Fight Nights Global в наилегчайшем весе       |
| Победа    | 8-0    | Шадж Хак            | Решением (единогласным)             | FNG Fight Nights Global 65                   | 19 мая 2017     | 3     | 5:00  | Астана, Казахстан          |                                                                  |
| Победа    | 7-0    | Асу Алмабаев        | Техническим нокаутом (удары)        | EFN Fight Nights Global 58                   | 28 января 2017  | 3     | 4:51  | Махачкала, Россия          |                                                                  |
| Победа    | 6-0    | Шынгыс Кайранов     | Решением (единогласным)             | EFN Fight Nights Global 54                   | 16 ноября 2016  | 3     | 5:00  | Ростов-на-Дону, Россия     |                                                                  |
| Победа    | 5-0    | Александр Нестеров  | Удушающий приём (сзади)             | Pride Fighting Show The Stars of World MMA   | 23 апреля 2016  | 1     | 2:18  | Нижний Новгород, Россия    |                                                                  |
| Победа    | 4-0    | Иван Андрущенко     | Решением большинства                | Fight Star Battle on the Volga               | 30 мая 2015     | 2     | 5:00  | Саратов, Россия            |                                                                  |
| Победа    | 3-0    | Илья Черненко       | Техническим нокаутом (удары)        | Zeus Fighting Championship World Cossack Cup | 22 февраля 2015 | 1     | 3:00  | Харьков, Украина           |                                                                  |
| Победа    | 2-0    | Нуртилек Конашов    | Болевой приём на руку (рычаг локтя) | Liga Kavkaz Battle in Babayurt               | 1 февраля 2015  | 1     | 2:48  | Бабаюрт, Россия            |                                                                  |
| Победа    | 1-0    | Магомеднур Агларов  | Болевой приём на руку (рычаг локтя) | Liga Kavkaz Grand Umakhan Battle             | 7 июля 2013     | 1     | 4:50  | Хунзах, Россия             |                                                                  |